# Aquidabã
Aquidabã é um município brasileiro no interior do estado de Sergipe. A cidade faz parte da mesorregião do Agreste Sergipano e da microrregião de Nossa Senhora das Dores. Sua população, segundo o IBGE em 2013, é de 21 312 habitantes, sendo o 23º município mais populoso do estado de Sergipe. Sua área mede 359,543 km².

## História
Em 1590, Cristóvão de Barros doa por carta de sesmaria as terras do norte do estado a seu filho Antônio Cardoso de Barros. A região passou a ser ocupada por fazendas de gado, e foi criada uma estrada que cortava o sertão indo até o rio São Francisco. A povoação que viria a se tornar Aquidabã surgiu a partir de 1850 às margens desta estrada sertaneja. No local havia um cemitério onde estava erigida uma Cruz. O local fora então denominado de 'povoação do Cemitério'.
O povoado Cemitério passou a crescer e se desenvolver; em 1857 é criada a primeira escola pública de ensino primário. No local da Santa Cruz foi criada uma capela que passou a ter como padroeira Sant’Ana; assim em 11 de abril de 1872 por meio de resolução provincial criou-se o 'Distrito Cemitério de Sant’Ana', deixando de ser eclesiasticamente dependente de Santo Antônio do Propriá tendo como primeiro vigário o padre Benvindo Tita de Jesus.
Em 1877 uma lei Estadual passou a regulamentar o dia e o local da feira do distrito. Com a feira, o desenvolvimento chegou com força. Os habitantes de povoados vizinhos de Sítio do Meio (Muribeca), Tamanduá (Graccho Cardoso), Malhada dos Bois e Canhoba frequentavam o comércio do Distrito Cemitério de Sant’Ana.
Em 4 de abril de 1882 o distrito sobe à categoria de vila (desmembrado de Propriá e Capela) recebendo a denominação de 'Aquidabã', uma homenagem à vitória do Brasil na Guerra do Paraguai (o rio Aquidabã é afluente do rio Paraguai, e em suas margens foi travada em 1º de março de 1870 a batalha que pôs fim à Guerra do Paraguai). Curiosamente havia uma povoação vizinha, cuja rivalidade com o recém criado distrito de Aquidabã, lho imputou o nome de povoado Paraguai (hoje bairro Paraguai do município).
No entanto a vila de Aquidabã não foi oficialmente instalada na época. A Câmara de representantes locais não reconheceu a Proclamação da República, ficando a favor dos imperiais; despertando uma resposta por parte do Governo Estadual Sergipano que em 1898 decretou a intervenção de Aquidabã. A câmara é deposta, e Francisco Figueiredo é nomeado interventor, logo após cria-se o Conselho de Intendência composto por Antônio Inácio de Morais, Raimundo Ezequiel Henrique e Amaro Vieira dos Santos Maia.
Apesar de tudo, a localidade ganhava mais prosperidade com sua feira, que ganhou projeção em todo estado, atraindo pecuaristas e seus rebanhos para o comércio, um dos mais ricos da região; além do desenvolvimento da agricultura em suas terras férteis onde havia culturas de frutas, feijão, milho, mandioca, fumo e algodão.
Na década de 30 o Governador Eronildes de Carvalho foi grande impulsionador do progresso local, construindo estradas e muitas outras obras; servindo-se de Aquidabã como ponto de apoio nos planos de emancipação de sua terra natal Canhoba de Propriá. Em 8 de outubro de 1935, no seu governo, Aquidabã deixa de ser vila e passa a município. Seu primeiro prefeito eleito foi Acelino José da Costa.

### Passagens de Lampião
Segundo histórias populares Virgulino Ferreira da Silva, o Lampião visitou a cidade duas vezes. No primeiro momento apenas foi conhecer o local; mas em 1936 invadiu, saqueou e cometeu atrocidades. Teria se hospedado na casa de um coiteiro (indivíduo que fornecia proteção aos cangaceiros) no povoado Cruz Grande e invadido a sede municipal pela manhã com um bando de 50 homens.
A cidade estava quase deserta pois souberam de sua chegada; o delegado e homens importantes da região haviam fugido. O bando se dirigiu ao centro da cidade onde estavam os armazéns de algodão, as casas comerciais e as residências dos mais ricos; Lampião jogava moedas às crianças para conquistá-las. Em frente a um armazém teriam matado a punhaladas um homem louco; o cangaceiro Zé Baiano teria marcado a ferro quente as nádegas de algumas moças, outras foram estupradas pelo bando; teriam ameaçado um casal com filho recém-nascido, além de cortarem a orelhas de dois irmãos que recolhiam as moedas jogadas às crianças. O bando afinal deixou a cidade, mas alguns moradores armados os seguiram e travaram um pequeno tiroteio com os cangaceiros retardatários, aonde Gustavo Guimarães, cidadão aquidabãense de família tradicional do município, acertou um tiro e matou um deles.

## Prefeitos
Francisco Xavier Figueiredo 1895 - 1899
Manoel Xavier Figueiredo 1899 - 1903
Manoel Dias Guimarães 1911 - 1915
Manoel Messias Leite 1915 - 1919
Manoel Cândido 1919 - 1923
Emiliano Guimarães 1923 - 1927
Juarez Figueiredo 1927 - 1931
Domingos Maia 1931 - 1933
Clementino Azevedo 1933 - 1935
Acelino Costa (primeiro eleito) 1935 - 1938
Rosalvo Figueiredo 1938 - 1940
Elizete Figueiredo (primeira mulher) 1938 - 1940
Aldon Figueiredo 1940 - 1945
Inephânio Cardoso 1945 - 1947
Manoel Ventura Costa 1947 - 1947
Sebastião Figueiredo 1947 - 1951
José Afonso de Souza 1951 - 1955
Estácio Vieira da Cruz 1956 - 1959
Clóvis Ribeiro Aragão 1960 - 1963
Vilobaldo Cardoso 1964 - 1967
Jackson de Sá Figueiredo 1967 - 1967
Moisés Gomes Feitosa 1968 - 1971
Rubens Oliveira 1971 - 1973
Manoel Iolando Feitosa 1974 - 1977
Rubens Oliveira 1978 - 1983
Manoel Joaquim Porto 1984 - 1988
José Carlos dos Santos 1989 - 1992
Manoel Joaquim Porto 1992 - 1996
Manoel Messias dos Santos 1996 - 1996
José Carlos dos Santos 1997 - 2000
Eurico de Souza Filho 2001 - 2004
Eurico de Souza Filho (primeiro reeleito) 2005 - 2008
Marcos José Barreto 2009 - 2012
Carlos André de Moura 2013 - 2013
José Carlos dos Santos (primeiro com três mandatos) 2013 - 2016
Francisco Francismário Rodrigues de Lucena 2017 - 2020
Francisco Francismário Rodrigues de Lucena 2021 - 2024
Diogo Barbosa de Souza 2024 - 2024 (sofreu impeachment no dia 28/12/2024)
Tânia Maria Andrade Aragão Santos 2024 - 2024 
(Assumiu o mandato por 3 dias, por ser presidente da câmara municipal)
Ana Helena Carvalho Fontes (primeira prefeita eleita) 2025 -

## Geografia
Parte de seu território encontra-se dentro do polígono das secas, com temperaturas médias anuais de 25,1°C e precipitação média  de chuvas de 897,8 mm/ano. Seu relevo apresenta colinas e tabuleiros nos rios, e os solos são férteis de consistência argilosa. A vegetação do município varia da Capoeira, Caatinga, Campos Limpos e Sujos. Aquidabã encontra-se em duas bacias hidrográfica: a do Japaratuba e a do São Francisco, seus principais afluentes na região são o rio Poção e o riacho Jacaré.

## Economia
As receitas municipais vêm principalmente da pecuária de bovinos, suínos e ovinos e avicultura de galináceos. A produção agrícola é principalmente de mandioca, milho, leite, abacaxi e feijão. Há uma progressão no comércio da região, enquanto que a indústria regional se mantém em declínio.

## Esporte
O município conta com duas praças esportivas, o Ginásio Poliesportivo Israel Mota de Oliveira, com capacidade para 4.000 pessoas sendo sede de tradicionais equipes do futsal sergipano, são elas, S.C.Corinthians Aquidabãense, São Paulo Aquidabãense F.C, C.A.Palmeirasbã e Moto Táxi F.C. O município também é sede da Associação Esportiva Força Jovem Aquidabã, clube de futebol profissional fundado em 2006 e que disputa a Série A2 do Campeonato Sergipano desde a edição de 2008. A equipe manda seus jogos na outra praça esportiva do município, o Estádio Manoel Joaquim Porto, que tem capacidade para 2.000 pessoas.